# Lista över sportanläggningar i Storgöteborg
Lista över sportanläggningar i Storgöteborg.
- Brudarebacken
- Frölundaborgs isstadion
- Gamla Ullevi
- Lisebergshallen
- Nya Gamla Ullevi
- Rambergsvallen
- Ruddalens IP
- Scandinavium
- Slottsskogsvallen
- Ullevi
- Valhalla IP
- Välens Idrottsplats